# HMS Duke of York (1940)
«Дюк оф Йорк» (англ. Duke of York — «Герцог Йоркский») — британский линкор типа «Кинг Джордж V».

## История службы
Был заложен 5 мая 1937 года на верфи компании «Джон Браун» (англ. John Brown) в Клайдбанке. Спущен на воду 28 февраля 1940 года, вступил в строй 4 ноября 1941 года. Заменил в составе Флота метрополии ушедший на Дальний Восток «Принс оф Уэлс».
В середине декабря 1941 года ещё не вполне боеготовый линкор совершил плавание через Атлантику, доставив в США У. Черчилля. В феврале 1941 года У. Черчилль выдвинул идею обменять «Дюк оф Йорк» на 8 тяжёлых крейсеров американского флота. Идея была отвергнута Первым лордом Адмиралтейства на том основании, что для этих крейсеров у Королевского флота не найдётся подготовленных экипажей. Следующие 9 месяцев линкор действовал в составе дальнего прикрытия арктических конвоев. В октябре-ноябре 1942 года был флагманом соединения H. С декабря 1942 года по март 1943 года находился в ремонте. С 8 мая 1943 года стал флагманским кораблём Флота метрополии. В июле 1943 года совершил поход в норвежские воды, в ходе отвлекающей операции. В октябре 1943 года прикрывал американский авианосец «Рейнджер» в ходе операции против судоходства в норвежских водах. Далее снова прикрывал арктические конвои. 26 декабря 1943 года, при прикрытии конвоя JW-55B, вступил в бой с немецким линейным крейсером «Шарнхорст», который пытался этот конвой перехватить.
Фактически бой вылился в трёхчасовое преследование англичанами немецкого рейдера. Удачным попаданием «Дюк оф Йорку» удалось повредить машинную установку противника, после чего, совместно с лёгкими силами, настигнуть противника. Огнём британского линкора «Шарнхорст» был полностью выведен из строя и потерял ход, затем немцев добили торпедами с крейсеров. В ходе сражения «Дюк оф Йорк» израсходовал 446 356-мм снарядов и 686 133-мм. Из 52 залпов 31 дали накрытие цели, было зафиксировано не менее 13 прямых попаданий главным калибром.
В июле-августе 1944 года «Дюк оф Йорк» прикрывал авианосцы, дважды атаковавшие немецкий линкор «Тирпиц». С сентября 1944 года по март 1945 года проходил очередной ремонт, совмещённый с подготовкой к переводу на Дальний Восток. На новый театр военных действий линкор прибыл лишь в июле и в боевых действиях практически не отметился, однако принял участие в церемонии подписания капитуляции Японии 2 сентября 1945 года.
Вернулся в Великобританию в июле 1946 года и прошёл новый ремонт. С декабря 1946 года по апрель 1949 года являлся флагманом Флота метрополии. Затем был выведен в резерв. В ноябре 1951 года линкор поставили на прикол, а 30 апреля 1957 года его официально исключили из состава флота. 18 февраля 1958 года «Дюк оф Йорк» продали на слом.